# 乔奥尔尼克卡拉
乔奥尔尼克卡拉（Choornikkara），是印度喀拉拉邦Ernakulam县的一个城镇。总人口36998（2001年）。

## 人口
该地2001年总人口36998人，其中男性18430人，女性18568人；0—6岁人口4079人，其中男2119人，女1960人；识字率82.51%，其中男性为84.74%，女性为80.30%。